# The Moon Is Blue
 The Moon Is Blue és una pel·lícula estatunidenca d'humor romàntic produïda i dirigida per Otto Preminger, estrenada en 1953. Protagonitzada per William Holden, David Niven, i Maggie McNamara. Escrita per F. Hugh Herbert basada en la seva obra de 1951 del mateix títol, la pel·lícula és sobre una dona jove que coneix un arquitecte a la coberta d'observació del Empire State Building i de cop la seva vida fa un tomb.

## Argument
Comèdia de costums, la pel·lícula se centra en la virtuosa actriu Patty O'Neill, que coneix el ric arquitecte i playboy Donald Gresham en la part superior de l'Empore State Building i accepta la seva invitació per prendre una copa i sopar al seu apartament. Allà coneix els veïns de dalt de Donald, la seva expromesa i el seu pare, David Slater. Els dos homes estan decidits a hostatjar la jove, però aviat descobreixen que Party és més interessada en discussions sobre temes morals i sexuals del dia que perdi la seva virginitat. Després de resistir els seus atacs durant la nit, Patty marxa i torna a l'Empire State Building, on Donald la troba i li proposa matrimoni.

## Producció
Otto Preminger havia dirigit la producció el 1951 a Broadway amb Barbara Bel Geddes, Donald Cook, i Barry Nelson als papers primcipals. L'èxit de les 924 actuacions el va empenyer a firmar un contracte amb la United Artists per finançar i distribuir una adaptació al cinema sobre la qual tindria un control complet. Va ajornar els salaris del seu productor i director a canvi d'un 75% dels beneficis.

## Repartiment
- William Holden: Donald Gresham
- David Niven: David Slater
- Maggie McNamara: Patty O'Neill
- Tom Tully: Michael O'Neill
- Dawn Addams: Cynthia Slater
- Fortunio Bonanova: Artista de televisió
- Gregory Ratoff: Taxista

## Premis i nominacions

### Premis
- 1954. Globus d'Or al millor actor musical o còmic per David Niven

### Nominacions
- 1954. Oscar a la millor actriu per Maggie McNamara
- 1954. Oscar al millor muntatge per Otto Ludwig
- 1954. Oscar a la millor cançó original per "The Moon Is Blue" (música: Herschel Burke Gilbert, cançó: Sylvia Fine)
- 1955. BAFTA a la millor pel·lícula
- 1955. BAFTA a la millor esperança per Maggie McNamara